# 奥都城
奥都城（おくつき）とは、上代の墓のこと。またそこから神道式の墓のこと。神道式の墓石に刻まれる文字でもある。奥津城、奥城とも書く。

## 言葉の意味
「都・津（つ）」は、上代の格助詞「つ」に当てた万葉仮名で、「～の」の意味になる。「都」は、神官・氏子などを勤めた人の墓に使われる漢字で、「津」は一般信徒の墓に使われる。ただし、先祖に神官、氏子の役に従事した人がいる場合には「都」が使われることがある。またこれとは別に、地域により、どちらかの文字が広く用いられることもあり、一概ではない。
「奥（おく）」とは、奥深い意の「奥」や「置く」を意味するといわれる。「城（き）」は、古代の「胆沢城」の「城」の用例にみるように棚・壁などで四辺を取り囲んだ一郭の場所をいい、また「柩（ひつぎ）」の意味もあるとされる。全体の意味としては、「奥深い所にあって外部から遮られた境域」ということであり、また「柩を置く場所」の意となる。
文献上の例として、『万葉集』に「奥都城」、『日本書紀』神代巻に「奥津棄戸（おくつ すたへ）」と記されている。本来の意は、死体遺棄による葬法を表しているものであり、一般民衆の死体が遺棄されていた事による（考古学上においても、古代日本において一般人は墓を築いた形跡はなく、遺棄された状態である）。『伊呂波字類抄』、『秦山集』、『伊勢物語』、『古事記伝』などの文献中に葬式の事を「はふる」と記しているが、これも遺棄を意味するものであり、奥都城と同様の意味であるとされる（『古事記伝』での表記は「波夫里（はふり）」と記す）。神道墓の形成は、後世の神道家によって大成されたものである。なお、縄文時代に貝塚に遺骸を捨てる風習があるが、これは一説に、貝塚自体が全ての生物の霊魂を他界へ送り返すための祭の場であり、単なるゴミ捨て場ではなく、埋葬場として用いられたとするものがある。

## 神道墓
基本的な構成は、仏式と同じであるが、神道では焼香を行わないので、香炉は要らない。また玉串を奉げる為の八足台が要る。
墓石の形は、細長い角柱型で、頂上部は四角錐になっている。この形は三種の神器の一つ天叢雲剣を表しているとされる。
墓石には「○○家奥都城」或いは「○○家奥津城」と刻む。墓石がない場合は墓標に「○○大人（刀自）命奥都城」と書く。神道では戒名はなく、姓名の下に、之霊・命・命霊・霊位などを付ける。
神社では通常墓地を所有していない。神式でお墓を建立する場合は公営や民営の霊園の墓地を買わなければならない。
大日本帝国の軍人は先祖と同じ墓には入らず神道墓に祀られることが多かった。特に第二次大戦中の戦死者は日当たりの良い場所が割り当てられた。将校の墓石は姓名の前に所属（陸軍か海軍）と最終階級が掘られていることもある。